# Rita Connolly
Pour les articles homonymes, voir Connolly.
Rita Connolly est une chanteuse soprano irlandaise, née à Dublin. Elle pratique également le chant traditionnel irlandais.

## Biographie
Rita Connolly naît à Dublin, dans une famille de chanteurs. À quatorze ans, avec ses deux sœurs, elle monte sur la scène dublinoise avec le chant Heart Like a Wheel des sœurs McGarrigle, et débute ainsi une carrière de chanteuse par un premier disque, Ten Years On, des Connolly Sisters (1977).
Elle rencontre celui qui allait devenir son mari, le compositeur Shaun Davey, sur la scène de Dublin, et commence alors une longue collaboration comprenant des enregistrements, des musiques de documentaires télévisuels et de films (Vieilles Canailles, Le Tailleur de Panama), aux côtés d'une carrière de soliste qui la mène entre autres tournées européennes et américaines, au Royal Albert Hall, au stade de France et à Chicago avec l'orchestre symphonique. 
Elle participe à trois des quatre pièces majeures écrites par Shaun Davey dans son cycle symphonique folk :
- The Pilgrim (en) (1983)
L'action se situe au Moyen Âge, les Irlandais, les Bretons et les Écossais explorant les mers de l'ouest de l'Europe.
L'œuvre existe en deux versions, l'une enregistrée en 1983 durant le Festival interceltique de Lorient, et la seconde, plus complète durant les années 1990.
Les solistes furent : Rita Connolly et Iarla O'Lionaird (chant) Liam O'Flynn (uilleann pipes), Josik Allot et Bernard Pichard bombardes, Tom Anderson (cornemuse écossaise), Helen Davies (harpe celtique), Carlos Real Rodreguez et Vincente Manuel Tunas (gaïtas).
- Granuaile (en) (1985)
La pièce raconte l'histoire de Grace O'Malley, une pirate irlandaise du XVIe siècle.
Elle comporte plus de chants que les œuvres précédentes et met en valeur la voix de Rita Connolly. IL s'agit d'une pièce homophonique dans le mode de ré, également interprété par un orchestre de chambre.
La pièce fut jouée par Rita Connolly (voix), Liam O'Flynn (uilleann pipes), Des Moore (guitare), Helen Davies (harpes), Noel Eccles (percussions), Carl Geraghty (saxophone), Marian Doherty (clavecin) et Dónal Lunny (bouzouki).
- The Relief of Derry Symphony (1990)
L'œuvre a une structure symphonique plus évidente. L'histoire se déroule au XVIIe siècle, lors du Siège de Derry montrant les Protestants assiégés par les Catholiques.
Alors que les pièces précédentes mettaient en évidence le sonneur Liam O'Flynn, celle-ci fait appel à un groupe de cornemuses écossaises qui entre sur scène par la salle de concert.

En parallèle, elle enregistre deux albums solo, Rita Connolly et Valparaiso, ainsi que l'hymne composé pour la cérémonie d'ouverture des Jeux mondiaux d'été de juin 2003 (en), inclus dans la pièce de Shaun Davey May We Never Have To Say Goodbye, interprété également par Ronan Tynan et pas moins de six chœurs de Dublin. La pièce est construite autour de solistes, de chanteurs, d'ensembles vocaux, de pipe bands et d'un orchestre, soutenues par des percussions puissantes. Cet interprétation de l'hymne sera plébiscité (meilleur single du mois) par le public irlandais en juin 2003.
Plus récemment, collaborant avec Shaun Davey, et des musiciens du comté de Kerry tels que Seamus Begley, Éilís Ní Chinneide, Laurence Courtney, Daithí Ó Sé et Eoin Begley, elle produit un ensemble de pièces du poète Caoimhin O Cinneide. Ces artistes se retrouvent maintenant au sein du groupe Beal Tuinne. Elle se produit également avec d'autres musiciens tels que Liam O'Flynn, Arty McGlynn, Neil Martin, Sean Keane, Noel Eccles et Shaun Davey dans un nouveau groupe appelé The Funeral Band, ainsi qu'avec un quatuor composé de son mari, du guitariste Gerry O'Beirne et du joueur de concertina Eoin Begley. 
Au cours de sa carrière, elle a aujourd'hui chanté avec et pour les plus grands noms de la musique irlandaise, tels que Shaun Davey, Bill Whelan, Dónal Lunny, Andy Irvine, Christy Moore, Luka Bloom et Jimmy MacCarthy (en).

## Discographie
Albums solo
- Rita Connolly (1992) ;
- Valparaiso (1995).

Sur des musiques de Shaun Davey
- Pride of the Heard (1978) ;
- The Pilgrim (1983) ;
- Granuaile (1986) ;
- The Relief of Derry Symphony (1990) ;
- Waking Ned Devine (1998) ;
- May We Never Have To Say Goodbye (2006).

Avec Beal Tuinne
- Live at St. James Church Dingle (2007).

Avec d'autres artistes
- Ten Years On, de The Connolly Sisters (1977) ;
- Give a Little Love, de Stagalee (1978) ;
- Scullion, de Scullion (1979) ;
- Sean O'Casey Songbook, de Paul Brady (1980) ;
- Arc of a Diver, de Philip King (1982) ;
- Ride On, de Mary Coughlan (en) (1984) ;
- Out To An Other Side, de Liam O'Flynn (1992) ;
- Sur les Quais de Dublin, de Gilles Servat (1996).

Musiques de films
- Catchpenny Twist, musique de Shaun Davey (1977) ;
- Tears, musique de Dónal Lunny et Jimmy McCarthy (1978) ;
- Eat the Peach, musique de Dónal Lunny & Paul Brady (1984) ;
- Who Bombed Birmingham, musique de Shaun Davey (1987) ;
- The Hanging Gael, musique de Shaun Davey (1995) ;
- Vieilles Canailles, musique de Shaun Davey (1998) ;
- The Tailor of Panama (2001).